# Monte Brasil
Monte Brasil je ostanek tufnega vulkana (in polotoka), ki povezuje južno obalo Terceire v osrednjih Azorih, s pogledom na mesto Angra do Heroísmo. Monte Brasil obdajata dva zaliva: Angra (imenovan po mestu) na vzhodu in zaliv Fanal na zahodu, ki je bil uporabljen kot obrambna točka v zgodovini Angre, kar je privedlo do gradnje različnih trdnjav, vključno trdnjava São João Baptista s pogledom na mesto.

## Zgodovina
Nastanek Monte Brasil je bil posledica različnih izbruhov vulkana Guilherme Moniz, velikega osrednjega vulkana na otoku Terceira, ki ga je bilo težko identificirati zaradi naknadnih izbruhov in tokov lave.  Čeprav je ta struktura erodirana, obstajajo številni dokazi o njenem vplivu, zlasti:
- številne trahitne kupole in bazaltni eruptivni centri okoli notranjosti;
- dva Surtsejska stožca: Monte Brasil in otoček Cabras; in
- več nanosov ignimbrita, vključno Castelinho, ki sega 23.000 let nazaj. [3]

Nedatirana človeška prisotnost na gori vključuje umetne votline vzdolž hriba, da bi si zagotovili zatočišče, vendar z malo ostankov formalne uporabe. Čeprav so na Pico do Zimbreiro nezasedeni, imajo podobni prostori na poteh do kaldere in Caminho das Belas-donas ležišča ob notranjih stenah. Še ena jama na poti, ki obdaja trdnjavo São Diogo, označuje njeno uporabo kot mesto za zbiranje in shranjevanje vode, vključno s kanali, pipami in rezervoarjem.
Nekateri strokovnjaki so domnevali, da so te votline ustvarile stare kulture, npr. Feničani . Te komore niso primerne za bivanje, vendar se lahko uporabijo kot preproste strukture za feničanske svetišča. Takšno odkritje bi pričalo o prisotnosti starih kultur na Azorih že dolgo pred Portugalci. Ponujajo se tudi druga pojasnila, npr. za potrebe vojske ali kmetijstva so bile v srednjem veku ustvarjena zavetišča.
Konec 16. stoletja (okoli 1590) je Monte Brasil zasedlo posestvo / kmetija v lasti Manuela do Rego da Silveira in več utrdb, vključno s trdnjavami São Benedito in Santo António (proti Angri) in trdnjavo São Diogo (v smeri zaliva Fanal) . Obstoj rezervoarja in stopnišča, poleg izvirov, ki so že opredeljeni v kartografiji iz 16. stoletja, krepi pomen Monte Brasil v tem času.
Od te točke naprej so bile pri gradnji utrdb in obrambe vzdolž obale otokov uporabljene številne kamnine (skale) iz podmorskih izbruhov vulkana . Zapis epski knjigi Saudades da Terra, humanističnega teologa Gasparja Frutuosa, ko opisuje Angro:
... zaradi česar je zelo lepa, velika visoka gora imenovana Brasil, kot sem že omenil, da je vse pokrito s pašnikom, nekaj kmetovanja (ki je bilo prekrito z drevesi) ... obkroženo na vseh štirih straneh, dve majhni dve veliki, ta kaldera.
Med 16. in 17. stoletjem so zgradili sistem utrjenih objektov, ki bi bili jedro trdnjave São Filippe / São João Baptista do Monte Brasil. Glavna utrdba je obkrožena s severnim pobočjem Monte Brasil, vendar vključuje 4 kilometre redut, položajev in garnizonov okoli bokov vulkana, vključno s trdnjavo Zimbreiro, trdnjavo Santo António, trdnjavo São Diogo in utrdbo Quebrada. V tem obdobju so bili odprti številni cestni dostopi do Pico do Facho, Pico das Cruzinhas in Pico do Zimbreiro, poleg kaldere in obalnih utrdb, kar je omogočilo dostop do večine polotoka. Na Pico do Facho, ki se je začel v tem obdobju in se razširil do 20. stoletja, je bila hiša in signalna postaja za signaliziranje skupaj z več vojaškimi strukturami, vključno z izkopi v tleh (kanali in pravokotne jame), ki predstavljajo kompleksne naprave, povezane s temi dejavnostmi.
V 19. stoletju je bilo območje okrog trdnjave São Diogo izboljšano in preoblikovano, da bi podprlo gradnjo vojaških baterij med liberalnimi vojnami.
Na začetku druge svetovne vojne so bile na vrhu Monte Brasil zgrajene strukture, ki so podpirale obalne obrambe Azorov v času, ko je med zaveznicami in osjo obstajala odprta vojna. Za zaščito mesta pred domnevnimi podmorskimi / pomorskimi napadi na Pico das Cruzinhas in Pico do Facho so bile vzpostavljene stavbe za vojaške enote in strelivo, vključno z več topniškimi in protiletalskimi postavitvami.
Za zaščito dinamičnega ekosistema regije je regionalna vlada ustanovila naravni park Terceira (20. aprila 2011), ki vključuje klasifikacijo Monte Brasil za zaščito morskega okolja.  Área Marinha Protegida de Gestão de Recursos do Monte Brasil (območje varstva morskih virov v Monte Brasil) je bilo ustanovljeno za zaščito biotske raznovrstnosti živalskih in morskih habitatov, ki vključuje območja potopljenih in polpotopljenih jam, ki obstajajo ob klifih. 

## Geografija
S svojo impozantno lego nad mestom je ob njegovih robovih več razglednih točk, ki nudijo panoramski pogled na otok, med drugim na marino Angra, obale Porto Judeu in Ribeirinha, otočke na vzhodu in zahodno od zaliva Fanal, proti Villa Maria do župnije São Mateus da Calheta. Z vrha, ob izjemno jasnih dnevih, je mogoče videti otoka Sao Jorge in Pico, medtem ko se proti notranjosti, razen različnih župnij mesta Angra, odpirajo razgledi na vulkan Santa Bárbara (najvišja točka na otoku), v bližini Serra do Morião.
Geološko je Monte Brasil 3 km širok stožec tufa, ki je posledica bazaltnega podmorskega izbruha. Notranjo strukturo tega vulkana, ki je nad morjem 205 metrov, označujejo plasti bazaltnih piroklastov različnih debelin (debeline med centimetri in metri), ki tvorijo litificiran palagonitni tuf. 

### Biom
Zmerno podnebje otoka in mikroklima Monte Brasil omogočata rast bogate vegetacije in lesnatih rastlin:  azorski lovor (Laurus azorica), azorska erika (Erica azorica), fayo (Myrica faya), afriška mirta (Myrsine africana) in azorski brin (Juniperus brevifolia). Uvedba novih vrst na otoku, ki je posledica izsekavanja lokalnih območij za zavetje in kmetijstvo med naseljevanjem, je pomenila, da so številne endemične rastline prevzele eksotične vrste.
Zaradi velikih transatlantskih razdalj med otoki, na Azorih obstaja nekaj naravnih vrst sesalcev. Tiste živali, ki živijo na Monte Brasil, so torej bile slepi potniki na antičnih ladjah iz Evrope, ki so jih na otoke vnašali za lov ali vrste, ki so bile prinesene slučajno: med njimi so črna podgana (Rattus rattus), mala podlasica (Mustela nivalis), divji kunec (Oryctogalus cuniculus) in endemični azorski netopir (Nyctalus azoreumi).
Med pticami živečimi na otoku so najrazličnejše ujede kot kanja (Buteo buteo rothschild), atlantski kanarčkek (Serinus canaria), domači vrabec (Passer domesticus), skalni golob (Columba livia), lišček (Carduelis carduelis parva) in azorska podvrsta kosa (Turdus merula azorensis). Selivke in morske ptice so pogostejše na Azorih, letno jih identificirajo več vrst, vključno s približno 37 gnezditvenimi vrstami na Monte Brasilu (28 kopenskih in 8 morskih vrst). Poleti, še posebej ob južni obali, obstajajo veliki pasovi gnezdilk vrste rumenokljuni viharnik (Calonectris diomedea), navadna čigra (Sterna hirundo) in vseprisotni kaspijski galeb (Larus cachinnans).